# Potrzanowo
Potrzanowo – wieś w Polsce położona w województwie wielkopolskim, w powiecie wągrowieckim, w gminie Skoki.

## Położenie
Wieś oddalona jest od Skoków o 2,5 km na zachód, w pobliżu Jeziora Budziszewskiego. Wieś otaczają 4 jeziora: Włókna, Budziszewskie, Lipka i Maciejak. Przez Potrzanowo wiedzie łącznikowy szlak rowerowy R9: Niedźwiedziny → Rejowiec  → Stawiany →  Raczkowo → Skoki → Potrzanowo  → Budziszewice → Słomowo  → Pacholewo (długość 44,2 km).

## Historia

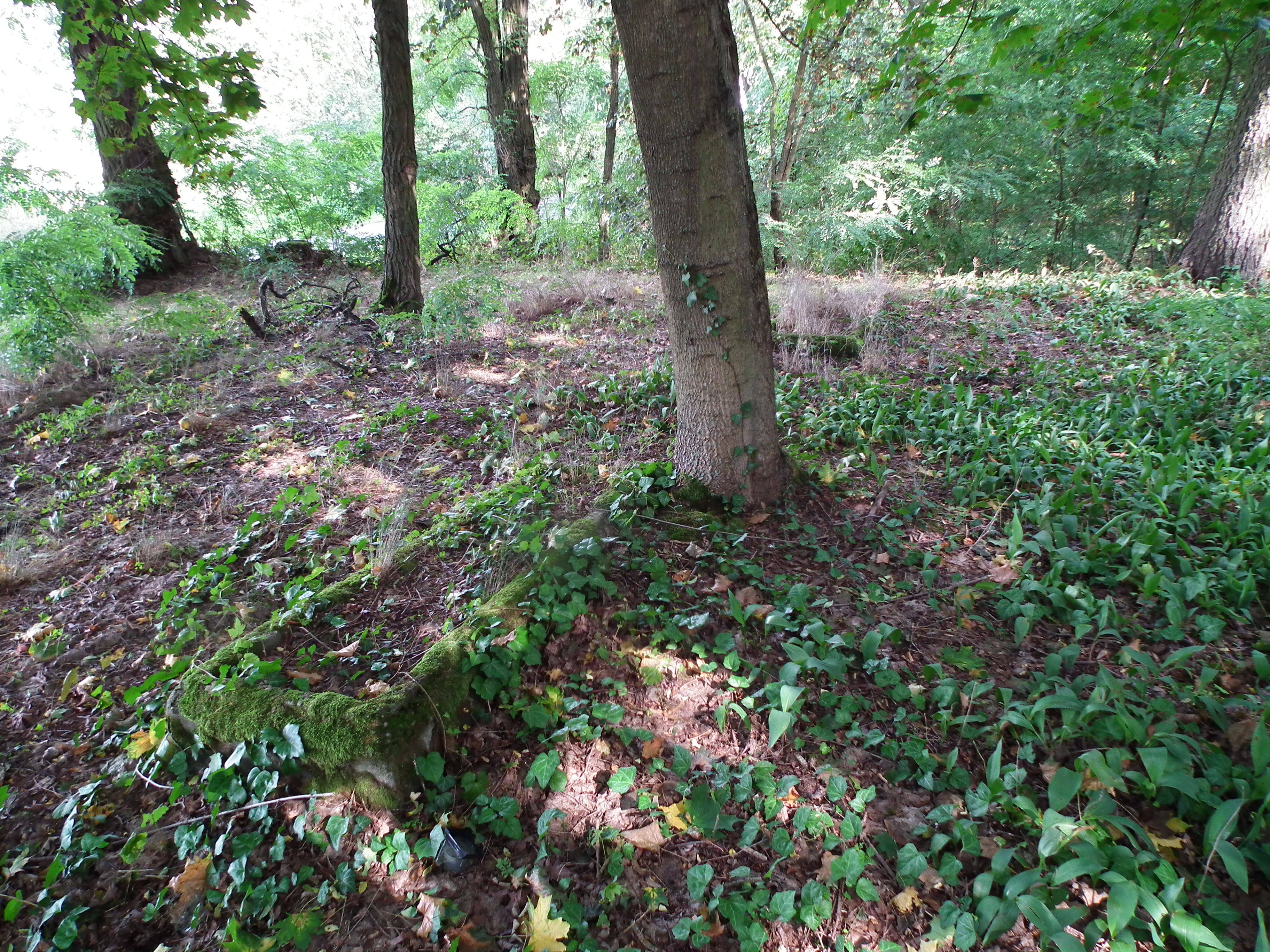
Jeden z trzech cmentarzy ewangelickich we wsi

Osada znana była od 1369. Jako wieś szlachecka położona była w 1580 w powiecie poznańskim województwa poznańskiego. W roku tym należała do Jana Zbyszewskiego. Następnymi właścicielami byli Tomiccy (dziedzice Budziszewka), Gosławscy i Łubieńscy.
W okresie międzywojennym Potrzanowo składało się z kilku części: Potrzanowo Stare, Smolarki, Potrzanowo Kolonia, Potrzanowo Borówiec (to była część włościańska) i folwark Włókna (wszystkie miały swojego sołtysa). Właścicielką folwarku była żona właściciela majątku skockiego, pani Olszańska. W pałacu założyła letni dom wczasowy dla panien z dobrych domów, które przygotowywały się do życia ucząc się gotowania, szycia i prowadzenia gospodarstwa domowego. Później część pałacu spłonęła - prawdopodobnie podpaliła go sama właścicielka, która chciała mieć wygodny pałac przeznaczony na letnisko. Jeszcze w okresie międzywojennym dobudowano do starej części nowoczesny pałac. W okresie okupacji znajdował się tu obóz dla Hitlerjugend.
Potrzanowo Stare, Smolarki, Potrzanowo Kolonia, Potrzanowo Borówiec i folwark Włókna zostały połączone w 1932 roku i utworzono jedną nazwę Potrzanowo. W latach 1954-1958 wieś była siedzibą gromady Potrzanowo, po jej zniesieniu w gromadzie Skoki. Od 1 stycznia 1956 roku wieś należy do powiatu wągrowieckiego. W latach 1975–1998 miejscowość administracyjnie należała do województwa poznańskiego. Obecnie jest to największa wieś w powiecie wągrowieckim.

## Zabytki
Obok Jeziora Włókna (na gruncie prywatnym) znajduje się kurhan. Legenda głosi, że pochowani są tam ojciec i syn, którzy odebrali sobie życie z powodu jednej kobiety. Drugie wzgórze znajduje się po drugiej stronie Jeziora Włókna, na terenie bagnistym (obecnie zalesionym). Jest to ścięty stożek z ziemi zwany Szwedzką Górką, Ślozbergiem lub Górą Zamkową. Na terenie wsi odkopano również grodzisko z popielnicami.
Od 1597 do 1. połowy XVIII wieku istniała tu kaplica św. Zofii, do której uczęszczali m.in. katolicy ze Skoków, gdy ich kościół został zajęty przez braci czeskich.